# Bắc Giang
Bắc Giang (виј. Bắc Giang) је град у Вијетнаму у покрајини Bắc Giang. Према резултатима пописа 2009. у граду је живело 126.810 становника.